# Klausenkopf
Der Klausenkopf ist ein 1151 m ü. NHN hoher Berg auf dem Gebiet der Gemeinde Wackersberg in Bayern.
Er kann als Bergwanderung von Arzbach aus auf Forstwegen, am Ende weglos erreicht werden.

## Galerie

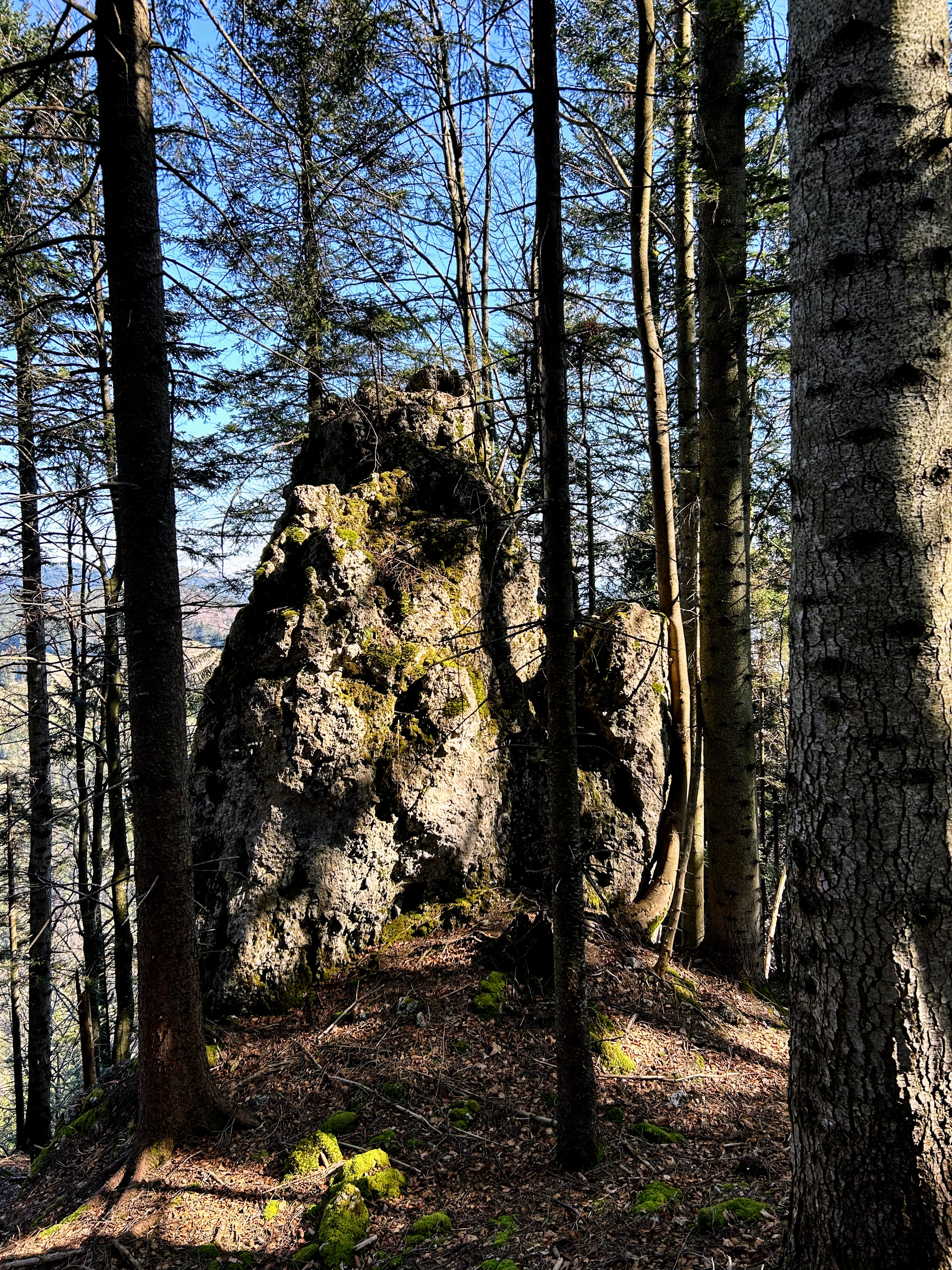
Klausenkopf, Gipfelbereich